# Lithobates sierramadrensis
Lithobates sierramadrensis är en groddjursart som först beskrevs av Taylor 1939.  Lithobates sierramadrensis ingår i släktet Lithobates och familjen egentliga grodor. IUCN kategoriserar arten globalt som sårbar. Inga underarter finns listade i Catalogue of Life.